# E06号線
E06号線 (E06ごうせん、英: European route E06) はスカンディナビア半島を南北に走っている欧州自動車道路のAクラス幹線道路。
北端のキルケネスはロシアとの国境に近い。

## 経路

### 経過する主要都市
- ノルウェー
  - カラショーク - アルタ - ナルヴィク - 海路 - モー・イ・ラーナ - スタインシャー - トロンハイム - リレハンメル - ハーマル - オスロ
- スウェーデン
  - イェーテボリ

## ギャラリー

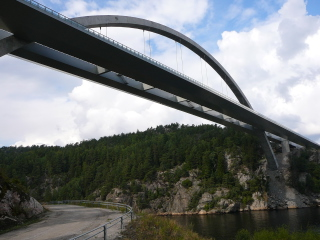
ノルウェー・スウェーデン国境の橋

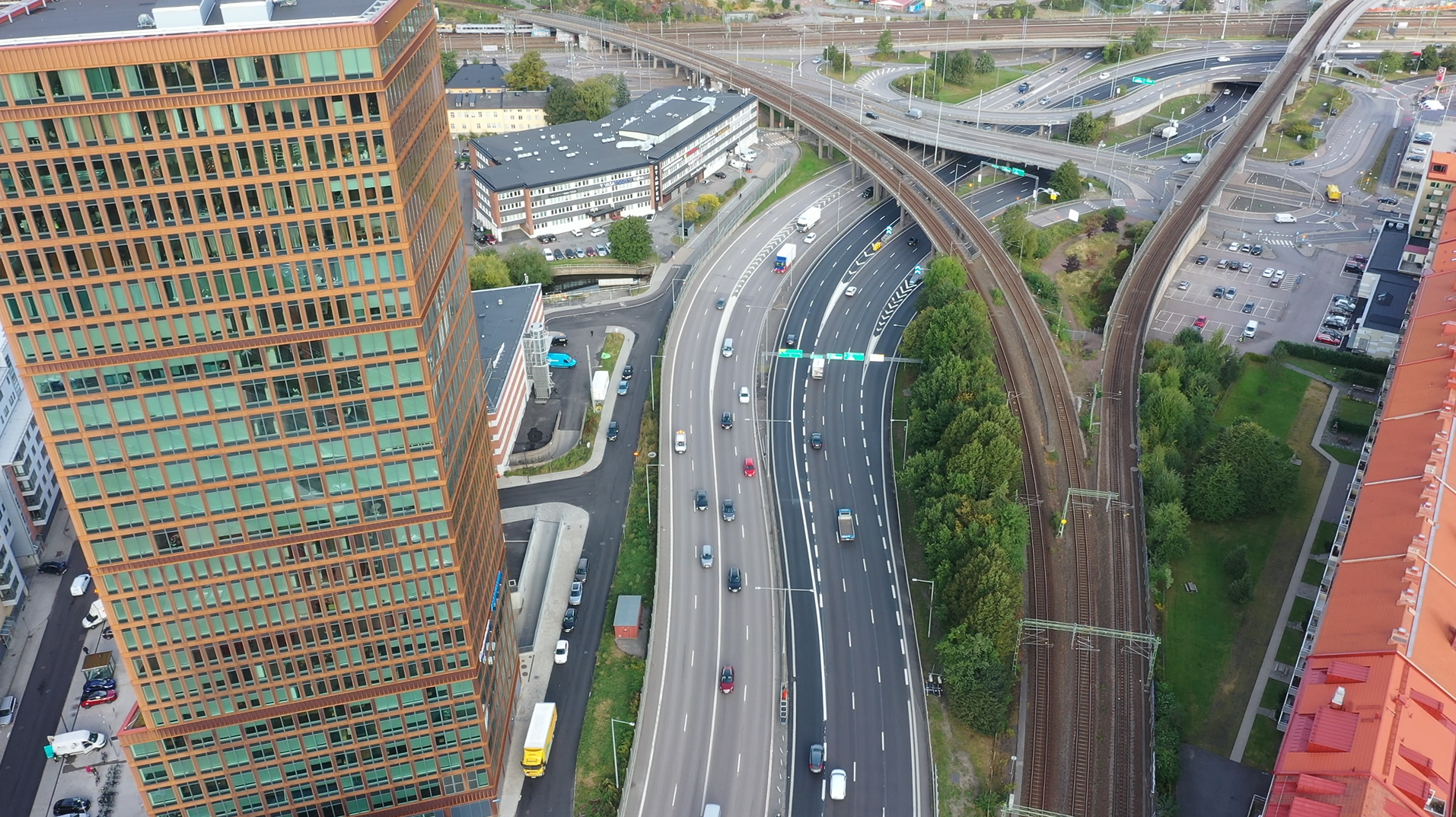
E20号線とのジャンクション

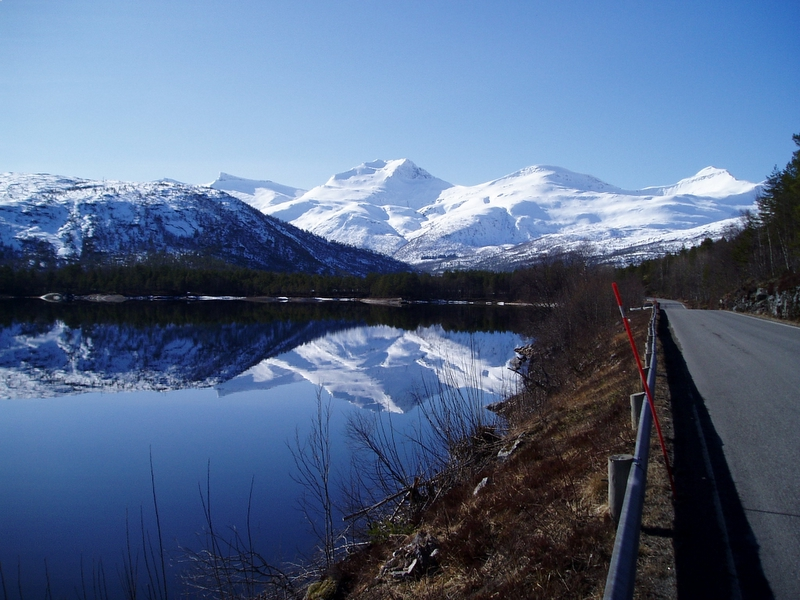
ナルヴィク付近